# Самеш, Штефан
Стефан Самеш (рум. Ștefan Sameș; 14 октября 1951, Доброешти, Румыния — 17 июля 2011, Бухарест, Румыния ) — румынский футболист и тренер, игрок национальной сборной (1973—1982), футболист года Румынии (1979).

## Карьера
Начал заниматься футболом в детско-юношеской секции «Стяуа». Выступал за ведущие румынские клубы: «Уиверситатя» и «Стяуа». В 1979 г. был признан в Румынии футболистом года. После 1983 года карьера игрока пошла по нисходящей и была завершена в сезоне 1988/89 в составе клуба «Сиретул», когда ему исполнилось 37 лет.
В составе национальной сборной провел 49 игр, дебютировав в товарищеском матче с футболистами СССР в 1973 году. Однако в финале крупных турниров не играл, поскольку Румыния на тот период не могла преодолеть квалификационный барьер.
По завершении карьеры почти десять лет (1992—2011) работал с молодёжным составом «Стяуа», однако вследствие финансовых проблем в клубе он вместе с рядом других тренеров был уволен. Потеря работы привела к тяжелому заболеванию и преждевременной смерти прославленного футболиста.

## Достижения
- Чемпион Румынии: 1976, 1978
- Обладатель Кубка Румынии: 1976, 1979
- Футболист года Румынии: 1979
- Заслуженный мастер спорта